# 徳島ヴォルティス
徳島ヴォルティス（とくしまヴォルティス、英: Tokushima Vortis）は、日本の徳島市、鳴門市、美馬市、板野町、松茂町、藍住町、北島町、吉野川市、小松島市、阿南市を中心とする徳島県全県をホームタウンとする、日本プロサッカーリーグ（Jリーグ）に加盟するプロサッカークラブ。

## 概要
2004年9月に設立された「徳島ヴォルティス株式会社」が運営会社であり、徳島県、ホームタウンの各自治体（市町）、徳島新聞販売、阿波銀行、阿波製紙、大塚製薬グループ、ケーブルテレビ徳島、四国化工機、四国銀行、四国電力、四国放送、四国旅客鉄道、綜合警備保障、テレビ鳴門、徳島大正銀行、トヨタカローラ徳島、日本航空、リブドゥコーポレーションなどの企業・団体が出資している。
ホームスタジアムは鳴門・大塚スポーツパークポカリスエットスタジアム、練習場は徳島スポーツビレッジである。
チーム名称の「ヴォルティス」（Vortis）とは、イタリア語で渦を意味する「Vortice」（ヴォルティーチェ）をもとにした造語である。「豪快な鳴門の渦潮のように、パワー・スピード・結束力を兼ね備え、観客を興奮の渦に巻き込むチーム」を目指すと説明される。なお、この「ヴォルティス」は大塚製薬の実業団サッカー部時代のジャパンフットボールリーグに在籍していた1994年から1998年まで愛称（当時はヴォルティス徳島）として使われていた。
マスコットキャラクターは2009年に制定されたタヌキのペアである『ヴォルタくん』と『ティスちゃん』である。かつては、ホームゲーム（試合前・ハーフタイムなど）や徳島県内で開催されるイベントでは非公式マスコットの「ボール君」が存在し（ボール型の着ぐるみをかぶっているが、顔と手足が出ているため、MCも可能）、『ヴォルタくん』『ティスちゃん』『ボール君』とで「ぽんぽこ倶楽部」というユニットを組んでいた が、『ボール君』を演じていたスタッフが退職したため、活動していなかったが、そのスタッフが再度携わるようになったため、2022シーズン途中から復活した。
2024年現在、J1に在籍したことのあるクラブの中で人口最小の県（徳島県:68.5万人）のクラブである。

## 歴史

### 前史
1955年に創設された大塚製薬サッカー部が前身。1990年に日本サッカーリーグ2部へ昇格、1992年からはジャパンフットボールリーグ（旧JFL）に参戦、1999年からは日本フットボールリーグ（JFL）へ参加し、2003年および2004年にはJFLで2連覇した。
2004年9月に大塚製薬サッカー部を引き受けるサッカークラブの運営法人が設立され、Jリーグ加盟を申請。2004年12月にJリーグ入会が認められ、翌年のJ2への参加が決まった。

### 2005年 - 2013年（J2）
2005年
新入団の羽地登志晃（12得点）と小林康剛（11得点）のFW2人が二桁得点を挙げ、MF伊藤彰・DF大森健作・GK高橋範夫などの他の新戦力や、MF大場啓・MF片岡功二などの大塚時代からの選手も活躍し、7位の湘南と勝ち点2差の12チーム中9位に入った。
2006年
9月、大塚製薬から8年間チームを率いた田中真二が監督を辞任し、ヘッドコーチの東泰が監督に就任したが、最下位の13位でシーズンを終えた。シーズン終了後に東監督は退任した。
また、大塚製薬の社員選手の内、大場と林威宏は現役を引退。片岡はプロ選手契約を結んで大塚製薬を退社した。12月にクラブ事務所が徳島スポーツビレッジ（土地は板野町と大塚製薬が無料で貸与）に移転した。
2007年
クラブスローガン ：「Re・ヴォルティス －再生への決意－」
今井雅隆が監督に就任。夏の移籍期間までに徳島在籍2年半で27得点を挙げていたエース・羽地登志晃が甲府へ移籍し、リーグ戦は2年連続の最下位に終わり、今井がこの年限りで監督を退任。
第43節から第50節にかけての7試合連続無得点敗北は、この期間を挟む757分連続無得点と共にJリーグ記録を作った（合計31得点もリーグ最少）。
2008年
クラブスローガン ：「闘走！〜想いをひとつに〜」
京都元監督の美濃部直彦が監督に就任。3年連続で最下位となり、第88回天皇杯も初戦（3回戦）で国士舘大学に敗北。ただ、柏から移籍してきたFWドゥンビア（6月にスイス・BSCヤングボーイズへ移籍）は、2年連続最下位だったチームを上位チームにも互角の戦いを演じるなど徳島の戦力アップに貢献し、5月にはコートジボワール代表に選出された（チーム史上初となるA代表選出）。
2009年
クラブスローガン ：「KEEP GOING FORWARD 前進あるのみ」
美濃部体制2年目。社長が髙本浩司から新田広一郎に交代するなど監督以外のスタッフが全員退団し、新たなコーチを招聘。昨シーズンから15人の選手が退団したが、エース・羽地が復帰し、その他12名を他クラブから獲得、東海大学卒のFW佐藤晃大らが新加入した。また、シーズン中の6月にC大阪から元U-17日本代表のFW柿谷曜一朗を期限付き移籍で獲得した。第89回天皇杯は初戦（2回戦）で鹿屋体育大学に敗北したが、J2シーズン成績は19勝5分17敗の9位(18チーム中)と前年を上回る順位でシーズンを終えた。
2010年
クラブスローガン ：「KEEP GOING FORWARD 不断前進」
美濃部体制3年目。「ミスター・ヴォルティス」ことMF片岡功二が引退を表明したが、FW柿谷の期限付き移籍期間延長や、期限付き移籍の青山隼の完全移籍移行、また、攻撃陣を中心として8人が新たに加入した。そして、初の下部組織出身者としてユースからFW岡卓磨が昇格。7月にブラジルのトンベンセFCよりFWドウグラスが期限付き移籍で加入した。
開幕から4連勝で一時は首位に立ち、年間順位は過去最高となる8位へと躍進。一方、この年を最後に徳島ヴォルティス・セカンドが活動休止となった。第90回天皇杯は3年振りに初戦（鳥取戦）を突破したが、3回戦で浦和に敗北した。
2011年
クラブスローガン ：「KEEP GOING FORWARD 全力前進」
美濃部体制4年目。センターラインを中心に大型補強を実施し、序盤は4-3-3での流動的攻撃をテーマに戦い、津田知宏復帰後は主に佐藤と津田の2トップの4-4-2で戦った。
シーズン開幕から怪我人が続出したが、初めてJ1昇格を公言してシーズンを通して昇格争いに絡み7月31日の第23節を終えた時点で首位に立った。だが続く北九州（これは8月5日の第3節・ちなみにこの試合は東日本大震災の影響で3月19日開催予定だったのが延期されこの日にスライド）との試合で敗戦し首位から陥落。その後も勝ちきれない試合が響く。最後は2連敗してシーズン終了（最終節に関しては2011年J2最終節を参照）。つまり、最終順位は過去最高順位（当時）の4位で四国初のJ1の姿には至らなかった。美濃部氏はのちの2年後の種まき担当としてチームを去ることとなる。
2012年
クラブスローガン ：「KEEP GOING FORWARD 全ての力でJ1へ!」
J1昇格への道を切り開くために、大分・山形でJ1昇格に導き、そしてC大阪では2005年にJ1初優勝まであと一歩まで上り詰めた小林伸二を監督に招聘した。前年あと一歩で逃したJ1昇格の候補として期待されるが、まさかの15位に終わってしまう。また、天皇杯では3回戦で川崎に敗れた。
2013年
クラブスローガン ：「KEEP GOING FORWARD 2013 跳動」
小林体制2年目。ヘッドコーチに山形元ヘッドコーチの長島裕明が就任した。
GKオ・スンフンが京都へ移籍、徳重隆明が契約満了で退団（プロ引退を宣言し東海1部・名古屋SCに入団）。「獲得のポイントは中央のライン」との小林の意向を受け、磐田からDF千代反田充、川崎（前年は東京Vでプレー）からMF柴崎晃誠、甲府からFW高崎寛之をそれぞれ完全移籍で、C大阪からGK松井謙弥、柏からGK川浪吾郎、広島からMF大﨑淳矢を期限付き移籍により獲得、期限付き加入中のMFアレックスが完全移籍に移行、FWドウグラスとの期限付き移籍期間を再延長した。また、大卒新人選手としてDF木下淑晶、DF藤原広太朗、FW佐々木一輝、MF李栄直を獲得した。
開幕から3試合未勝利（1分2敗）の後3連勝し、第6節終了時には一旦5位となるが、その直後に3連敗するなどし、結局前半戦は第6節を除き10位以下で、前半戦（第21節）終了時は15位であった。第22節の札幌戦からクラブ記録となる6連勝、第33節まで12試合連続負けなしを記録したことで、第33節終了時に3位に浮上した。第37節からの3連敗で6位に下げ、最終節の長崎との上位対決に敗れると7位札幌・8位松本の結果次第ではJ1昇格プレーオフ圏外に落ちる可能性もあった が、長崎との戦いを制しリーグ戦を4位で終えた。プレーオフ準決勝はホームで5位千葉と1-1で引き分けたが、規定により決勝に進出。決勝は3位京都に津田と千代反田のゴールで2-0で勝利してついに四国初のJ1チームが生まれた。

### 2014年（J1）
クラブスローガン ：「共創 〜KEEP GOING FORWARD 2014〜」
小林体制3年目。
柴崎晃誠が広島へ完全移籍した一方、前年レンタル契約だったGK松井謙弥、GK川浪吾郎、MF大﨑淳矢、FWドウグラスを完全移籍で、C大阪からMF小暮大器、浦和からMF小島秀仁、山形からMF廣瀬智靖を期限付き移籍で、ブラジル人のMFクレイトン・ドミンゲス、韓国からDFソン・セファンを獲得し、大卒新人選手としてMF窪田良が加入した。新加入となった6人の平均年齢は21.6歳とJ1出場経験も少なく、J2時代の戦力を含めてチーム全体を成長させながら臨むことを目論んだ。
J1初戦となる開幕戦はアウェーで鳥栖に0-5の大敗、J1でのホーム開幕戦もC大阪に0-2で敗れ、4月29日の第10節・甲府戦でJ1昇格後の初勝利を飾るまで、J1リーグ戦が90分制（延長なし）となった2003年以降のワーストタイ記録となる開幕9連敗を喫する。
ワールドカップによる中断後、清水からDF村松大輔、済州ユナイテッドFCに期限付き移籍していた神戸所属のMFエステバン をそれぞれ期限付き移籍で獲得、カタールSCから元C大阪・G大阪のFWアドリアーノを完全移籍で獲得し、J1での実績のある選手3名を加入させた。その一方、FWドウグラスを京都へ、今シーズン獲得したクレイトン・ドミンゲスを岐阜へ期限付き移籍で放出した。
リーグ戦再開後は7試合で2勝3敗2分けを記録したが、第22節から6連敗を喫する。10月22日の第29節・セレッソ大阪戦で、1-3の敗戦により残り5節を残してJリーグ史上初のシーズン全節最下位と、1年でJ2降格が確定。最終節・12月6日のガンバ大阪戦（ホーム）で引き分け、G大阪の優勝を目の前で決められてしまうなど2013年の大分に続いてJ1ホーム未勝利に終わる。勝ち点数は2012年の札幌と2013年の大分に並びリーグワーストタイの14。Jリーグアウォーズでフェアプレー賞受賞。

### 2015年 - 2020年（J2）

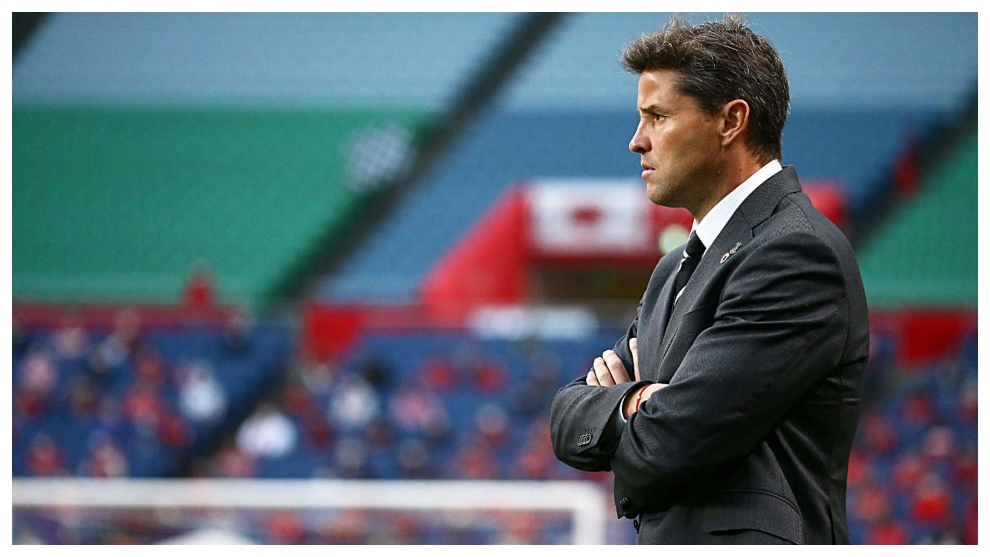
7シーズンぶりにJ1昇格に貢献した監督のリカルド・ロドリゲス

2015年
クラブスローガン ： 「挑戦！〜Keep Going Forward 2015〜」
小林体制4年目。シーズン開幕直前、社長が岸田一宏に交代。
高崎寛之が鹿島へ、松井謙弥が川崎へ完全移籍、李栄直と花井聖が長崎へ完全移籍など合計8人を放出。また、宮崎光平、千代反田充が引退した。一方で、水戸からDF冨田大介および広瀬陸斗、大宮からFW長谷川悠、G大阪から4年振りの復帰となる佐藤晃大、山形からDF石井秀典、清水からGK相澤貴志などを完全移籍で獲得。また、G大阪から内田裕斗を期限付きで移籍獲得。神戸から期限付き移籍の元コロンビア代表エステバン、山形から期限付き移籍の廣瀬智靖が完全移籍に移行した。
リーグ戦は前半21節はわずか3勝で一時はJ2・J3入れ替え戦圏内の21位まで転落。後半戦はやや持ち直したものの、昇格プレーオフ争いには絡むことは出来ず最終順位は14位、勝ち点は53。Jリーグアウォーズで2年連続フェアプレー賞を受賞。シーズン終了後に小林が監督を退任した。天皇杯は4回戦で広島に敗れた。
2016年
クラブスローガン ： 「勇往邁進〜Keep Going Forward 2016〜」
ヘッドコーチの長島裕明が監督に就任。
衛藤裕、斉藤大介などが退団、エステバンが引退した一方、大宮からカルリーニョス、北九州から渡大生などを完全移籍で、鳥栖から山崎凌吾などを期限付き移籍で獲得した。
リーグ戦は昇格プレーオフ争いに絡むことはなく勝点57で9位。Jリーグアウォーズで3年連続フェアプレー賞を受賞。シーズン終了後に長島が監督を退任した。
天皇杯は3回戦で湘南に敗れた。
2017年
クラブスローガン ： 「意気衝天」
スペイン人で元スパンブリーFC監督のリカルド・ロドリゲスが監督に就任。
キム・キョンジュン（Kリーグ・江原FC）、福元洋平（山口）、窪田良（期限付き移籍先の富山へ完全移籍）、杉本大地（期限付き移籍期間満了）などが退団。一方で横浜FCから大崎玲央、金沢から馬渡和彰、山口から島屋八徳、湘南から金鐘必、神戸から松澤香輝を完全移籍で、神戸から松村亮、鹿島から杉本太郎、湘南から梶川裕嗣を期限付き移籍で獲得、山崎凌吾が完全移籍に移行、新外国人選手としてアシチェリッチ、ヴァシリェヴィッチを補強した。
シーズン中には、C大阪から清原翔平を期限付き移籍で、仙台から佐々木匠を育成型期限付き移籍で獲得。一方でアシチェリッチが退団、SVホルンへ期限付き移籍していたニコラス・オルシーニが岡山へ期限付き移籍した。
攻撃陣が躍動し、特に渡は日本人最多となる23得点をマークする。最終節直前に5位になったが、最終節で東京ヴェルディに敗れ、更に勝ち点2差で7位だった千葉が勝利した為にこの2チームに抜かれてしまい、最終順位は7位。最終節の翌日にロドリゲス監督の続投が発表された。
2018年
クラブスローガン ： 「巻土重来」
ロドリゲス体制2年目。
渡大生、馬渡和彰（共に広島）、大﨑淳矢（山口）、清原翔平（金沢）、佐々木匠（讃岐）、松村亮、カルリーニョス、ヴァシリェヴィッチなどが退団。相澤貴志と、濱田武が現役引退した。
コスタリカ代表GKカルバハル、岐阜からシシーニョと大本祐槻、水戸から内田航平、名古屋から杉本竜士、沼津から薗田卓馬などを獲得。レンタルで鹿島からブエノ、G大阪より呉屋大翔を獲得、また新卒で静岡学園より渡井理己、富山第一高校より坪井清志郎を獲得。
前半戦は得点が少なく思うように勝てない試合が続き、更にシーズン途中の移籍期間に大崎玲央（神戸）、島屋八徳（鳥栖）、山﨑凌吾（湘南）、大本祐槻（長崎）がそれぞれJ1クラブへ移籍するなどあったが、シーズン途中に加入したピーター・ウタカ、ダビド・バラルの外国人2人の活躍などで一度はJ1参入プレーオフ争いにまで顔を出すものの、シーズン終盤はまたも勝てない試合が続き、最終的に11位でシーズンを終了した。
天皇杯は3回戦で鳥栖に敗れた。
2019年
クラブスローガン ： 「一陽来復」
ロドリゲス体制3年目。
広瀬陸斗（横浜FM）、藤原広太朗（栃木）、ピーター・ウタカ（甲府）、キム・ジョンピル（慶南FC）、大屋翼（鳥取）、ダビド・バラル（ラシン）が完全移籍により、ブエノ（鹿島）、呉屋大翔（G大阪）、前川大河（C大阪→福岡へレンタル移籍）、杉本太郎（鹿島→松本へ完全移籍）がレンタル移籍期間満了により、薗田卓馬（鹿児島）がレンタル移籍先への完全移籍により退団。鳥栖からのレンタル移籍期間が満了した赤星拓がそのまま現役引退、井筒陸也がプロサッカー選手を引退 した。
水戸からジエゴ と田向泰輝、栃木から福岡将太、甲府から秋山拓也、横浜FCから野村直輝、湘南から藤田征也、新潟から河田篤秀、千葉から清武功暉を獲得。レンタルでC大阪から岸本武流、松本から永井堅梧、長崎からヨルディ・バイス、バンコク・グラスFCからチャキットを獲得、また新卒で筑波大学より鈴木大誠 と鈴木徳真を獲得、ユースから藤原志龍 と久米航太郎がトップチーム昇格。さらに前年途中からレンタル移籍で加入していた表原玄太が完全移籍に移行した。またシーズン開幕直後にはウズベキスタン代表のザビヒッロ・ウリンボエフを獲得した。
前半戦は思うように勝てず中位で推移。ただ前シーズンのような主力級戦力の流失はなく、試合に絡めなかったチャキットの期限付き移籍終了、藤原志龍をポルトガル・ポルティモネンセSCへ期限付き移籍させた一方で、鳥栖から島屋八徳が期限付き移籍でチーム復帰、岸本武流を期限付き移籍期限を繰り上げて完全移籍に移行させて臨んだ後半戦は尻上がりに調子を上げ、終盤戦にJ1参入プレーオフ圏内まで浮上しJ2最高位タイの4位でJ1参入プレーオフへ進出した。J1参入プレーオフは決定戦まで駒を進めたものの、湘南に引き分け、レギュレーションにより昇格を逃した。
天皇杯は3回戦でHonda FCに敗れた。
2020年
クラブスローガン ： 「叶（かなえる）」

ロドリゲス体制4年目。
野村直輝（大分）、内田裕斗（鳥栖）、梶川裕嗣（横浜FM）、杉本竜士（横浜FM）と主力選手の多くがJ1クラブへと移籍し，ヨルディ・バイス（長崎→京都へ完全移籍）、永井堅梧（松本→北九州へレンタル移籍）、井澤春輝（浦和→鹿児島へレンタル移籍）がレンタル移籍満了で退団、シシーニョが愛媛FCへ移籍、狩野健太が引退した。また、鈴木大誠がFC琉球へ期限付き移籍、久米航太郎がヴィアティン三重、坪井清志郎がブラウブリッツ秋田への期限付き移籍満了後に高知ユナイテッドSCへとそれぞれ育成型期限付き移籍した。
一方で、東京ヴェルディから上福元直人、梶川諒太、横浜FMからドゥシャン、栃木から西谷和希、浜下瑛、讃岐から瀬口拓弥を完全移籍で獲得、垣田裕暉を鹿島から、杉森考起、榎本大輝を名古屋からそれぞれ期限付き移籍で獲得した。また、川上エドオジョン智慧はSC相模原への期限付き移籍から復帰、島屋八徳は期限付き移籍から完全移籍に移行した。
第1節で首位に立ったが、新型コロナウイルス感染拡大の影響でリーグ戦が中断され、再開後の四国ダービーで愛媛FCに3-0からの逆転負けを喫する。しかしその後は着実に勝ち点を積み重ね、第9節で3位に再浮上、第10、11節と一旦2位となった後、第12節から第19節まで3位を維持、第20節に2位に浮上すると、第22節、首位北九州と勝点で並び得失点差で第1節以来の首位となった。第27節に12連勝を果たした福岡に首位を明け渡したものの、第30節に勝利し勝点で福岡に並び得失点差で首位再浮上した後、同節から5連勝するなど一度も首位を明け渡すことなく、12月16日、第41節大宮戦に1-0で勝利し2位以上を確定、7シーズンぶりのJ1昇格が決定した。
シーズンを通じて一度も連敗が無かったほか、主力の離脱も殆どなく、安定した戦いを展開した。
最終節、2位福岡との直接対決では1-0で敗戦、勝点で同点になるも得失点差で福岡を上回り初のJ2優勝のタイトルを獲得した。
コロナ禍による影響でレギュレーション変更となった天皇杯はJ2優勝チームとして準々決勝から登場、準決勝でガンバ大阪に敗れた。

### 2021年（J1）
クラブスローガン ： 「壱（ワン)」
リカルド・ロドリゲスが前年限りで監督を退任し（2021年より浦和の監督に就任）、後任としてパナシナイコスFCなどで監督を務めたスペイン人のダニエル・ポヤトスが新たに監督に就任した。しかし、新型コロナウイルス流行に伴う外国人の入国制限措置の影響でチーム始動後も合流する事が出来ない為、代わりにヘッドコーチの甲本偉嗣が現場の指揮を執ることとなった。
開幕後5試合は未勝利が続いたが、3月21日のJ1第6節・横浜FC戦にて7年越しのホームJ1初勝利を挙げると調子が上向き3連勝を記録。ポヤトス不在で甲本が指揮を執ったリーグ戦10試合消化時点で2014年のJ1在籍時を上回る4勝を記録した。
4月15日、入国後2週間の隔離期間を経て監督のポヤトスがチームに合流した。
2021年8月31日、所属する高卒ルーキーFW鈴木輪太朗イブラヒームがスペイン・リーガ・エスパニョーラ1部のバレンシアCFに期限付き移籍すると発表した。なお、就労ビザの関係により暫くの間徳島でトレーニングを行う。直接欧州5大リーグのクラブに移籍する選手はクラブ史上初である。
シーズン序盤は中位、ポヤトスが指揮を取って以後も4月から5月にかけてはルヴァンカップも含めて公式戦で連敗せず、粘り強く勝ち点を拾っていったが、6月に3連敗を喫すると残留ラインを上下する順位で推移。8月9日のG大阪戦で勝って以降は6連敗を喫し、6連敗中の間は僅かに得点が1。その後、仙台、鳥栖に連勝したものの、横浜FCとの直接対決を3-5で落としてしまい、再び降格圏の17位に転落。ポカリスエットスタジアムで4勝しか挙げられず、終盤にFC東京と湘南との直接対決に連勝し、最終節まで湘南と勝ち点で並び残留する可能性を残したが、得点が湘南と同水準ながら三協フロンテア柏スタジアムで柏に1-5、茨城県立カシマサッカースタジアムで鹿島に、ベスト電器スタジアムで福岡に、豊田スタジアムで名古屋にいずれも0-3、前述のニッパツ三ツ沢球技場での横浜FCに3-5と要所での大量失点が響き、湘南（-5）を得失点で大きく下回っていた（最終節前の時点で-19）。最後までJ1残留を争っていたチームの中で清水と並んで最多タイの10勝を挙げていたが、17位から浮上する事が出来ず、最終節にサンフレッチェ広島に2-4で敗れ、再び1シーズンでのJ2降格が決定した。

### 2022年 - （J2）
2022年
クラブスローガン ： 「成遂(なしとげる)」
ポヤトス体制2年目。
岸本武流（清水）、上福元直人（京都）、福岡将太（G大阪）、ジエゴ（鳥栖）、鈴木徳真（C大阪）、藤田譲瑠チマ（横浜FM）、小西雄大（山形）が完全移籍、宮代大聖（川崎→鳥栖へレンタル移籍）、垣田裕暉（鹿島→鳥栖へレンタル移籍）がレンタル移籍満了、さらに5年間キャプテンを務めた岩尾憲が浦和へ期限付き移籍と、主力選手がJ1を中心に大量に移籍した。さらに鈴木大誠（愛媛）と吹ヶ徳喜（今治）が期限付きで移籍し、瀬口拓弥（新潟）と梶川諒太（東京V）はレンタル移籍先への完全移籍により退団した。
一方で、金沢から石尾崚雅、岡山から白井永地、名古屋 から児玉駿斗、大分から長谷川雄志、外国籍選手としてADアルコルコン（スペイン・セグンダ・ディビシオン）からホセ・アウレリオ・スアレスを完全移籍で獲得、神戸から櫻井辰徳、名古屋から石田凌太郎、セレッソ大阪から藤尾翔太 と新井直人をそれぞれ期限付き移籍で獲得、新卒で京都産業大学より田中颯、びわこ成蹊スポーツ大学より森昂大、静岡学園より玄理吾、福知山成美高校よりオリオラ・サンデーを獲得した。また、安部崇士（岡山）と坪井清志郎（アルビレックス新潟シンガポール）が期限付き移籍先から復帰した。さらにシーズン開幕後に前シーズンで清水の契約が満了し所属先が無かったエウシーニョが加入。
シーズン途中の移籍可能期間には渡井理己がポルトガルプリメイラ・リーガのボアヴィスタFCへ期限付き移籍、大森博が福島へ、後東尚輝が栃木Cへそれぞれ育成型期限付き移籍でチームを離れ、杉本太郎が福岡から完全移籍でチームに復帰 した。
この年のJ2リーグ内で失点は最低クラスだが、一方得点も伸びず勝ちきれない試合が続き、シーズン中盤の7試合連続を含め20 引き分けを記録し、30節を過ぎるまで10位台前半の順位でシーズンを推移。
最終的にJ2リーグ新記録となる23引き分けを記録 するが、終盤戦は勝ち切る試合も増え、負け数はこの年のJ2リーグ最小の6だった。最終盤にJ1参入プレーオフ圏内を争う位置に顔を出したが、最終節に同じプレーオフ圏内を争う山形に敗れ圏内入りはならず、8位でシーズンを終えた。シーズン終了後、ポヤトス監督が退任（2023年よりG大阪の監督に就任）。
2023年
クラブスローガン ： 「志士(しし)」
レアル・ソシエダで分析チーム責任者および分析コーチを務めていたベニャート・ラバインが監督に就任。
一美和成（京都）、川上エドオジョン智慧（群馬）、鈴木大誠（前シーズン愛媛へレンタル→奈良）、奥田雄大（前シーズン宮崎へレンタル→讃岐）が完全移籍、新井直人（C大阪→新潟へ完全移籍）、藤尾翔太（C大阪へ復帰）がレンタル移籍満了、さらに藤原志龍（琉球）と森田凜（前シーズン奈良へレンタル→琉球）が期限付きで移籍し、岩尾憲（浦和）と武田太一（FC大阪）はレンタル移籍先への完全移籍により退団、佐藤晃大（チームスタッフとして徳島に残留）、藤田征也（札幌のアカデミーコーチに就任）が現役を引退した。
一方で、京都から中野桂太、松本から外山凌が完全移籍、名古屋から柿谷曜一朗が12シーズンぶり、福岡から渡大生が6シーズンぶりに完全移籍でそれぞれチームに復帰、外国籍選手としてテルメズ・スルホン（ウズベキスタン・スーパーリーグ）からルイズミ・ケサダを完全移籍で獲得、柏から森海渡、清水 から千葉寛汰、大宮から高田颯也をそれぞれ期限付き移籍で獲得、新卒で国士舘大学より棚橋尭士、早稲田大学より山下雄大、履正社高校より西坂斗和を獲得した。また、吹ヶ徳喜（今治）と後東尚輝（栃木C）が期限付き移籍先から復帰した。
シーズン序盤から勝利に恵まれず、4月29日の磐田戦でようやく白星を手にするも夏場に再び失速。第31節の時点で19位と昇格はおろかJ3降格寸前まで低迷してしまい、8月21日付でラバイン監督との契約を解除。後任には昨季甲府を率い初のACL出場に導いた吉田達磨が就任した。
監督交代後も引き分けに終わる試合が続き、最終的に10勝19分13敗の15位で終了。昨年の順位を大幅に下回る結果に終わった。
2024年
クラブスローガン ： 「徳島とともに、最高の瞬間を。 BEST MOMENTS WITH TOKUSHIMA」
吉田体制2年目。
この年よりJリーグ参入以来使用されていたエンブレムのデザインを変更。
開幕から成績は低迷し、YBCルヴァンカップはJ3の長野に1-5で完敗し1回戦で敗退。3月30日の群馬戦に敗れ1勝1分5敗の最下位に転落してしまい、翌3月31日に吉田監督を解任。同時に岡本強化本部長も辞任。暫定的にヘッドコーチである増田功作が監督代行として指揮を執ることになり、5月5日に正式な監督に就任した。
4月1日に島川俊郎が現役引退、4月4日に西谷和希が徳島との契約を解除し退団した 。
4月以降のリーグ戦は調子を上げ、白星を挙げられるようになる。終盤には4連勝を飾るなど、最終成績は16勝7分15敗の8位で終了。前年より順位を上げる結果となった。
このシーズンをもって柿谷曜一朗が現役を引退した。
2025年
増田体制2年目。

## タイトル・表彰

### 国内タイトル
リーグ戦
- J2リーグ：1回
  - 2020年

### 表彰
- J1リーグ フェアプレー賞：1回
  - 2014年
- J2リーグ フェアプレー賞：3回
  - 2015年、2016年、2020年

### 個人
J2リーグ
- 月間MVP
  - 渡大生：2017年2・3月
  - 岩尾憲：2019年6月
  - 垣田裕暉：2020年11月
  - 森海渡：2023年5月
- 月間べストゴール
  - 清武功暉：2019年2・3月
  - 小西雄大：2020年9月
  - 橋本健人：2024年4月
  - 渡大生 ：2024年9月
- 優勝監督賞
  - リカルド・ロドリゲス：2020年
- 月間優秀監督賞
  - リカルド・ロドリゲス（3）：2019年6月、2019年10月、2020年11月
  - 増田功作 ： 2024年7月

## スタジアム・練習場

### ホームスタジアム
ホームスタジアムは鳴門・大塚スポーツパークポカリスエットスタジアムである。過去のホームゲーム開催スタジアムは徳島ヴォルティスの年度別成績一覧#年度別入場者数を参照のこと。
2012年1月1日、経済団体の徳島ニュービジネス協議会は、徳島駅北の公有地に商業施設を備えた複合施設「街中スタジアム」を建設する構想を打ち出した。ヴォルティスのホームスタジアムとして利用することを想定している。しかしこれ以降、目立った動きはない。

### 練習場
- 徳島スポーツビレッジ[2]

## ユニフォーム

### チームカラー
- 藍
- 緑

徳島伝統の藍色で「吉野川の恵み」を、緑色で「眉山や徳島の豊かな自然」を表現。

### ユニフォームスポンサー
| 掲出箇所   | スポンサー名               | 表記                               | 掲出年   | 備考                                           |
| 胸         | 大塚製薬                   | POCARI SWEAT                       | 2005年 - | 2021年のサマーユニフォームは 「ion water」表記 |
| 鎖骨       | 大塚製薬                   | BODY MAINTÉ                        | 2019年 - | 左側に表記 2019年 - 2020年は鎖骨右側           |
| 鎖骨       | ワークスタッフ             | ワークスタッフ                     | 2021年 - | 右側に表記                                     |
| 背中上部   | 大塚製薬                   | 大塚製薬                           | 2005年 - |                                                |
| 背中下部   | 日本アンチ・ドーピング機構 | FAIR 勝利を超える PRIDE 価値がある | 2021年 - | 2019年 - 2020年は鎖骨左側                      |
| 袖         | アース製薬                 | EARTH                              | 2005年 - | 2005年 - 2017年は「アース」表記                |
| パンツ前面 | 阿波銀行                   | 阿波銀行                           | 2014年 - |                                                |
| パンツ背面 | なし                       | -                                  | -        |                                                |

### ユニフォームサプライヤーの遍歴
- 2005年 - 現在：ミズノ

### 歴代ユニフォーム
| FP 1st      | FP 1st      | FP 1st      | FP 1st      | FP 1st |
| ----------- | ----------- | ----------- | ----------- | ------ |
| 2005 - 2006 | 2007 - 2008 | 2009 - 2010 | 2011 - 2012 | 2013   |
| 2014        | 2015        | 2016        | 2017        | 2018   |
| 2019        | 2020        | 2021        | 2022        | 2023   |
| 2024        | 2025 -      |             |             |        |
|             |             |             |             |        |

| FP 2nd      | FP 2nd      | FP 2nd      | FP 2nd      | FP 2nd |
| ----------- | ----------- | ----------- | ----------- | ------ |
| 2005 - 2006 | 2007 - 2008 | 2009 - 2010 | 2011 - 2012 | 2013   |
| 2014        | 2015        | 2016        | 2017        | 2018   |
| 2019        | 2020        | 2021        | 2022        | 2023   |
| 2024        | 2025 -      |             |             |        |
|             |             |             |             |        |

| FP Other          | FP Other                         | FP Other      | FP Other              | FP Other |
| ----------------- | -------------------------------- | ------------- | --------------------- | -------- |
| 2017 · サマー 3rd | 2019 · 設立15周年記念 · 夏季限定 | 2021 · サマー | 2024 · 設立20周年記念 |          |
|                   |                                  |               |                       |          |

### 歴代ユニフォームスポンサー表記
| 年度 | 箇所                                   | 箇所                               | 箇所           | 箇所     | 箇所                               | 箇所   | 箇所       | 箇所       | サプライヤー |
| 年度 | 胸                                     | 鎖骨左                             | 鎖骨右         | 背中上部 | 背中下部                           | 袖     | パンツ前面 | パンツ背面 | サプライヤー |
| 2005 | POCARI SWEAT                           | 解禁前                             | 解禁前         | 大塚製薬 | 解禁前                             | アース | -          | 解禁前     | Mizuno       |
| 2006 | POCARI SWEAT                           | 解禁前                             | 解禁前         | 大塚製薬 | 解禁前                             | アース | -          | 解禁前     | Mizuno       |
| 2007 | POCARI SWEAT                           | 解禁前                             | 解禁前         | 大塚製薬 | 解禁前                             | アース | -          | 解禁前     | Mizuno       |
| 2008 | POCARI SWEAT                           | 解禁前                             | 解禁前         | 大塚製薬 | 解禁前                             | アース | AXAS Co.   | 解禁前     | Mizuno       |
| 2009 | POCARI SWEAT                           | 解禁前                             | 解禁前         | 大塚製薬 | 解禁前                             | アース | AXAS Co.   | 解禁前     | Mizuno       |
| 2010 | POCARI SWEAT                           | 解禁前                             | 解禁前         | 大塚製薬 | 解禁前                             | アース | AXAS Co.   | 解禁前     | Mizuno       |
| 2011 | POCARI SWEAT                           | 解禁前                             | 解禁前         | 大塚製薬 | 解禁前                             | アース | AXAS Co.   | 解禁前     | Mizuno       |
| 2012 | POCARI SWEAT                           | 解禁前                             | 解禁前         | 大塚製薬 | 解禁前                             | アース | AXAS Co.   | 解禁前     | Mizuno       |
| 2013 | POCARI SWEAT                           | 解禁前                             | 解禁前         | 大塚製薬 | 解禁前                             | アース | AXAS Co.   | 解禁前     | Mizuno       |
| 2014 | POCARI SWEAT                           | 解禁前                             | 解禁前         | 大塚製薬 | 解禁前                             | アース | 阿波銀行   | 解禁前     | Mizuno       |
| 2015 | POCARI SWEAT                           | 解禁前                             | 解禁前         | 大塚製薬 | 解禁前                             | アース | 阿波銀行   | 解禁前     | Mizuno       |
| 2016 | POCARI SWEAT                           | 解禁前                             | 解禁前         | 大塚製薬 | -                                  | アース | 阿波銀行   | 解禁前     | Mizuno       |
| 2017 | POCARI SWEAT                           | 解禁前                             | 解禁前         | 大塚製薬 | -                                  | アース | 阿波銀行   | 解禁前     | Mizuno       |
| 2018 | POCARI SWEAT                           | -                                  | -              | 大塚製薬 | -                                  | EARTH  | 阿波銀行   | 解禁前     | Mizuno       |
| 2019 | POCARI SWEAT                           | FAIR 勝利を超える PRIDE 価値がある | BODY MAINTÉ    | 大塚製薬 | -                                  | EARTH  | 阿波銀行   | 解禁前     | Mizuno       |
| 2020 | POCARI SWEAT                           | FAIR 勝利を超える PRIDE 価値がある | BODY MAINTÉ    | 大塚製薬 | -                                  | EARTH  | 阿波銀行   | -          | Mizuno       |
| 2021 | POCARI SWEAT （通常） ion water （夏） | BODY MAINTÉ                        | ワークスタッフ | 大塚製薬 | FAIR 勝利を超える PRIDE 価値がある | EARTH  | 阿波銀行   | 徳島新聞   | Mizuno       |
| 2022 | POCARI SWEAT                           | BODY MAINTÉ                        | ワークスタッフ | 大塚製薬 | FAIR 勝利を超える PRIDE 価値がある | EARTH  | 阿波銀行   | -          | Mizuno       |
| 2023 | POCARI SWEAT                           | BODY MAINTÉ                        | ワークスタッフ | 大塚製薬 | FAIR 勝利を超える PRIDE 価値がある | EARTH  | 阿波銀行   | -          | Mizuno       |
| 2024 | POCARI SWEAT                           | BODY MAINTÉ                        | ワークスタッフ | 大塚製薬 | FAIR 勝利を超える PRIDE 価値がある | EARTH  | 阿波銀行   | -          | Mizuno       |
| 2025 | POCARI SWEAT                           | BODY MAINTÉ                        | ワークスタッフ | 大塚製薬 | FAIR 勝利を超える PRIDE 価値がある | EARTH  | 阿波銀行   | -          | Mizuno       |

## アカデミー
- 徳島ヴォルティスユース
- 徳島ヴォルティスジュニアユース

### タイトル
- 高円宮杯U-18サッカーリーグ プリンスリーグ四国：2007年

## メディア

### テレビ
四国放送
- KICK OFF! TOKUSHIMA - 毎週日曜日 11:05 - 11:20